# Collection Série noire et rose
La Collection Série noire et rose  est une collection de romans policiers aux Éditions de Lutèce créée en 1953.

## Liste des titres

### (a) 1953-57 (37 titres)
- 1 Une fille mène l'enquête par Patrick Mortimer
- 1 (bis) Les femmes sont folles : roman inédit par Patrick Mortimer
- 2 Les vampires de Londres par Pierre Renaud du Flot
- 3 La mort joue avec l'amour : roman par Patrick Mortimer
- 4 Flirt, bagarres et fausse monnaie : roman inédit par Raymond Gauthier
- 5 Meurtre sur la côte d'argent  par Pierre Renaud du Flot
- 6 Jeux d'amour, jeux de mort : roman inédit par Patrick Mortimer
- 7 Le courrier de la mort : roman inédit par Patrick Mortimer
- 8 Pièges dans l'ombre par J. A. Flanigham
- 9 Fosse commune par Alban Savignac
- 10 Mitraillettes en vadrouille par Raphaël Lorenzo
- 11 Requiem pour espionne par Alban Savignac
- 12 Michel épouse sa veuve  par Raymond Gauthier
- 13 Je n'ai pas tué Peterson! : roman inédit par Marcel Yves Toulzet
- 14 Du sang sur le bitume : roman inédit par Raymond Gauthier
- 15 Faut la boucler, poupée! : roman inédit par Marcel Yves Toulzet
- 16 Tam-Tam et magie noire : roman inédit par Catellina
- 17 On assassine chez les fous! : roman inédit par Marcel Yves Toulzet
- 18 Police privée : roman inédit par Raymond Gauthier
- 19 Gangsters & fleurs bleues : roman inédit par Patrick Mortimer
- 20 Une môme à la redresse : roman inédit par Catellina
- 21 Du sang sur les dollars : roman inédit par Marcel Yves Toulzet
- 22 Condoléances et tulipes noires par Raymond Gautier
- 23 Amour et espionnage par Raymond Gauthier
- 24 Priscilla la mystérieuse : roman inédit par Janny
- 25 Amour et panique par Patrick Mortimer
- 26 ... Comme s'il en pleuvait par Raymond Gauthier
- 27 Et ces dollars... Victor...? par Roger Grival
- 28 Cette nuit là par R. Gauthier
- 29 Amour, bagarre et fantaisie par Patrick Mortimer
- 30 Un coup pour rien par J. A. Flanigham
- 31 Zéro heure par R. Gauthier
- 32 Du sang à tribord par Line Catel
- 33 Ces cadavres sont mes amis par André Firmin
- 34 Sang d'or par J. Lebas

### (b) 1962-63 (12 titres)
- 1 Réception à la morgue par Alban Savignac
- 2 Mort naturelle sur commande par Marius Cauvin, 1962
- 3 Mort en douce par P. Sherman, 1962
- 4 Le roi de trèfle joue et gagne par Claude Monge
- 5 La cage aux filles par C. Sardes, 1962
- 6 Judas 1962 par Alban Savignac
- 7 Du sang à gogo par C. Sardes
- 8 Le Commando de la mort  par Alban Savignac, 1963